# Славянский собор Белая Русь
Славя́нский собо́р Бе́лая Русь — политическая партия существовавшая в 1992—1999 годах в Беларуси. Учредительное собрание партии состоялось 6 июня 1992 года. Были приняты устав и программа, избраны Дума и три сопредседателя: Николай Сергеев, полковник Валерий Суряев и подполковник Михаил Ильин. Идейной платформой партии было русофильство и панславизм. С момента создания партия выступала за придание русскому языку государственного статуса, против ориентации на Европу и за углубление связей с Российской Федерацией вплоть до полного присоединения к ней.

## Идеи
Партия придерживалась идеи единства восточнославянских народов (русских, белорусов, украинцев и русинов), а также выступала за их государственное объединение под эгидой России.

## История
В 1993 году ССБР был одним из инициаторов создания Народного движения Беларуси, объединяющего пророссийские и панславистские организации. Движение возглавил Сергей Гайдукевич, ставший затем председателем Либерально-демократической партии Беларуси. ССБР выступал также против белорусской национальной оппозиции, которая стояла на позициях развития белорусской культуры и языка. Также ССБР поддержал президента в его противостоянии с Верховным Советом и стремлении провести референдумы.
В рядах ССБР состояли Всеволод Янчевский, Юрий Азарёнок, Костян, Сергей Иванович и другие известные белорусские общественные деятели.
В период своей активности партия занималась организацией различных семинаров и агитацией через СМИ. Сотрудничала с газетами «Знамя юности», «Славянский набат».
Партия не была влиятельной политической силой в Беларуси. Согласно данным республиканских социологических исследований, в мае 1995 года рейтинг партии составлял 1,4%, а в октябре 1995 года — 1,3%.
Организация использовала чёрно-жёлто-белый «флаг гербовых цветов».
При очередной перерегистрации проходившей в 1999 году партия не смогла предоставить в Министерство юстиции списки необходимого числа членов в 1000 человек и прекратила свою деятельность.